# Магера Сергій Васильович
Сергій Васильович Магера (нар. 8 листопада 1956, м. Маріуполь, Донецька область) — український політик, народний депутат України 9-го скликання. Член Комітету ВР з питань екологічної політики та природокористування, Голова Підкомітету з питань подолання наслідків Чорнобильської катастрофи. 

## Життєпис
Освіта вища. Закінчив Таганрозький радіотехнічний інститут (спеціальність «Автоматика та телемеханіка», кваліфікація «Інженер-електрик»), Донецький державний університет (спеціальність «Економіка підприємств», кваліфікація «Економіст»).
1974–1977 — старший лаборант радіотехнічного інституту.
1977–1980 — регулювальник радіоапаратури ПО «Віброприбор», м. Таганрог Ростовської області.
1980–1984 — завідувач організаційного відділу, другий, перший секретар Ленінського РВ ВЛКСМ м. Таганрог Ростовської області.
1984–1988 — завідувач відділу пропаганди та агітації Ленінського РВ КПРС.
1988–1990 — інструктор відділу пропаганди та агітації Жовтневого РВ КПУ м. Маріуполя, інструктор відділу пропаганди та агітації Маріупольського МВ КПУ.
1990–1996 — директор ПО «Формат», м. Маріуполь.
1997–2013 — керівник прес-служби ПАТ «ММК ім. Ілліча».
2013–2015 — працював у департаменті зі зв'язків з громадськістю ТОВ «Метінвест» (м. Маріуполь), був керівником управління муніципального розвитку.
2015–2016 — керівник департаменту зі зв'язків з громадськістю ТОВ «Метінвест» (м. Маріуполь).
З 2016 — директор з регіонального розвитку ПрАТ «ММК ім. Ілліча».

## Політична діяльність
З 2002 — депутат Маріупольської міської ради. Голова постійної комісії міськради з питань соціально-економічного розвитку, бюджету та фінансам.
2014 — на виборах до Верховної Ради — кандидат у народні депутати від партії «Опозиційний блок», № 51 у списку. На час виборів: начальник управління департаменту ТОВ «Метінвест» у місті Маріуполі, безпартійний.
Кандидат у народні депутати на парламентських виборах 2019 року від партії «Опозиційний блок» (виборчий округ № 58, Приморський, Центральний райони міста Маріуполь). На час виборів: директор з регіонального розвитку ПрАТ «Маріупольський металургійний комбінат імені Ілліча», безпартійний. Проживає в м. Маріуполь Донецької області.
Сергія Магеру включено до списку українських фізичних осіб, проти яких російським урядом запроваджено санкції.

## Особисте життя
Одружений.